# Xã Ecore Fabre, Quận Ouachita, Arkansas
Xã Ecore Fabre (tiếng Anh: Ecore Fabre Township) là một xã thuộc quận Ouachita, tiểu bang Arkansas, Hoa Kỳ. Năm 2010, dân số của xã này là 9.407 người.